# 潘启超
潘启超（1930年—），男，汉族，广东三水人，中国肿瘤药理学专家，曾任中山医科大学肿瘤研究所副所长，中国药学会常务理事、顾问。